# Mogliano
Mogliano är en ort och kommun i provinsen Macerata i regionen Marche i Italien. Kommunen hade 4 571 invånare (2018).